# Lista de exoplanetas descobertos em 2018
Esta é uma Lista de exoplanetas descobertos em 2018.
Para exoplanetas detectados apenas pela velocidade radial, o valor da massa é na verdade um limite inferior. (Consulte a massa mínima para obter mais informações)
| Nome                    | Massa (MJ)               | Raio (RJ)             | Período (dais)                | Semieixo maior (AU)         | Temp. (K)         | Método de descoberta | Distância (ly)     | Massa da estrela-mãe (M☉) | Temperatura da estrela-mãe (K) | Observações                                                        |
| ----------------------- | ------------------------ | --------------------- | ----------------------------- | --------------------------- | ----------------- | -------------------- | ------------------ | ------------------------- | ------------------------------ | ------------------------------------------------------------------ |
| 24 Boötis b             | 0.91+0.13 −0.10          |                       | 30.3506+0.0078 −0.0077        | 0.190+0.012 −0.009          |                   | Vel. radial          | 313.9±2.1          | 0.99+0.19 −0.13           | 4893±15                        | [ 3 ]                                                              |
| 40 Eridani Ab           | 0.0266±0.0015            |                       | 42.378±0.010                  | 0.2190+0.0073 −0.0078       |                   | Vel. radial          | 16.426±0.042       | 0.78±0.08                 | 5072±53                        | [ 4 ]                                                              |
| Barnard's Star b        | 0.0102±0.0013            | 0.122+0 −0.122        | 232.8+0.38 −0.41              | 0.404±0.018                 | 105±3             | Vel. radial          | 6                  | 0.144                     | 3134                           | [ 5 ]                                                              |
| COROT-20c               | 17±1                     |                       | 1675+19 −17                   | 2.90±0.07                   |                   | Vel. radial          | 2819±80            | 1.14±0.08                 | 6050±200                       | Anã marrom (possivelmente)                                         |
| DE Canum Venaticorum b  | 12±3                     |                       | 4098.1±131.5                  | 5.75±2.02                   |                   | Tempo                | 99.64±0.09         | 0.51                      |                                | [ 7 ]                                                              |
| Gamma Librae b          | 1.02±0.14                |                       | 415.2+1.8 −1.9                | 1.24±0.10                   |                   | Vel. radial          | 154.7±2.9          | 1.47±0.20                 | 4822±15                        | [ 3 ]                                                              |
| Gamma Librae c          | 4.58+0.45 −0.43          |                       | 964.6±3.1                     | 2.17±0.10                   |                   | Vel. radial          | 154.7±2.9          | 1.47±0.20                 | 4822±15                        | [ 3 ]                                                              |
| Gliese 15 Ac            | 0.11                     |                       | 7600                          | 5.4                         |                   | Vel. radial          | 11.6               | 0.38                      | 3567                           | [ 8 ]                                                              |
| Gliese 96 b             | 0.06186+0.00761 −0.00724 |                       | 73.94+0.33 −0.38              | 0.291±0.005                 |                   | Vel. radial          | 38.929±0.0302      | 0.60±0.07                 | 3785±62                        | [ 9 ]                                                              |
| Gliese 143 b            | 0.09637+0.00827 −0.00840 | 0.228±0.028           | 35.589+0.006 −0.005           | 0.1932±0.0002               |                   | Trânsito             | 53.25±0.02         | 0.76+0.03 −0.02           |                                | [ 10 ]                                                             |
| Gliese 1132 c           | 0.00831±0.00138          |                       | 8.929±0.010                   | 0.0476±0.0017               | 300±5             | Vel. radial          | 41.153±0.023       | 0.181±0.019               | 3270±140                       | [ 11 ]                                                             |
| Gliese 1265 b           | 0.023±0.002              |                       | 3.6511±0.0012                 | 0.026±0.001                 |                   | Vel. radial          | 33.45±0.02         | 0.18±0.02                 | 3236±51                        | Estrela-mãe também conhecida como LP 819-052                       |
| Gliese 3779 b           | 0.025±0.002              |                       | 3.0232±0.0013                 | 0.026±0.001                 |                   | Vel. radial          | 44.84±0.04         | 0.27±0.02                 | 3324±51                        | Estrela-mãe também conhecida como Ross 1020                        |
| HAT-P-11c               | 1.60+0.09 −0.08          |                       | 3407+360 −190                 | 4.13+0.29 −0.16             |                   | Vel. radial          | 123.31±0.11        | 0.809+0.020 −0.030        | 4780±50                        | [ 13 ]                                                             |
| HATS-39b                | 0.63±0.13                | 1.57±0.12             | 4.5776348                     | 0.06007±0.00058             | 1645±43           | Trânsito             | 2910±240           | 1.379±0.040               | 6572±83                        | [ 14 ]                                                             |
| HATS-40b                | 1.59±0.24                | 1.58+0.16 −0.12       | 3.2642736                     | 0.04997±0.00074             | 2101±69           | Trânsito             | 4550±110           | 1.561±0.069               | 6460±130                       | [ 14 ]                                                             |
| HATS-41b                | 9.7±1.6                  | 1.33+0.29 −0.20       | 4.193649                      | 0.0583+0.0015 −0.0010       | 1710+170 −120     | Trânsito             | 2457±47            | 1.496+0.115 −0.078        | 6424±91                        | [ 14 ]                                                             |
| HATS-42b                | 1.88±0.15                | 1.40+0.25 −0.14       | 2.2921020                     | 0.03689±0.00065             | 1856+105 −75      | Trânsito             | 2672±35            | 1.273±0.067               | 6060±120                       | [ 14 ]                                                             |
| HATS-54b                | 0.753±0.057              | 1.015±0.024           | 2.5441765±0.0000024           | 0.0370±0.001                | 1429±24           | Trânsito             | 2350±30            | 1.05±0.05                 | 5621±70                        | Host star also known as NGTS-22                                    |
| HATS-55b                | 0.921                    | 1.251                 | 4.2042001                     | 0.05412                     | 1367              | Trânsito             | 2034               | 1.20                      | 6214                           | [ 15 ]                                                             |
| HATS-56b                | 0.602                    | 1.688                 | 4.324799                      | 0.06043                     | 1902              | Trânsito             | 1882               | 1.57                      | 6536                           | [ 15 ]                                                             |
| HATS-57b                | 3.147                    | 1.139                 | 2.3506210                     | 0.03493                     | 1413.4            | Trânsito             | 913                | 1.03                      | 5587                           | [ 15 ]                                                             |
| HATS-58Ab               | 1.03                     | 1.095                 | 4.2180896                     | 0.05798                     | 1721              | Trânsito             | 1605               | 1.46                      | 7175                           | [ 15 ]                                                             |
| HATS-59b                | 0.806±0.069              | 1.126±0.077           | 5.416081±0.000016             | 0.06112±0.00076             | 1128±40           | Trânsito             | 2140±50            | 1.04±0.04                 | 5670±91                        | [ 17 ]                                                             |
| HATS-59c                | 12.70±0.87               |                       | 1422±14                       | 2.504±0.035                 | 175.9±6.4         | Vel. radial          | 2140±50            | 1.04±0.04                 | 5670±91                        | [ 17 ]                                                             |
| HATS-60b                | 0.662±0.055              | 1.153±0.053           | 3.560829±0.000032             | 0.04708+0.00015 −0.00023    | 1528±11           | Trânsito             | 1609±28            | 1.097+0.010 −0.016        | 5688±20                        | [ 18 ]                                                             |
| HATS-61b                | 3.40±0.14                | 1.195±0.067           | 7.817953±0.000024             | 0.07908±0.00033             | 1226.1±7.3        | Trânsito             | 2262±29            | 1.08±0.01                 | 5542±21                        | [ 18 ]                                                             |
| HATS-62b                | 0.179+0 −0.179           | 1.055±0.025           | 3.2768837±0.0000033           | 0.04163+0.00024 −0.00016    | 1237±12           | Trânsito             | 1731±34            | 0.90+0.02 −0.01           | 5416+19 −13                    | [ 18 ]                                                             |
| HATS-63b                | 0.960±0.120              | 1.207±0.039           | 3.0566527±0.0000049           | 0.04026±0.00028             | 1398.3±9.0        | Trânsito             | 2070±20            | 0.93±0.02                 | 5627±18                        | [ 18 ]                                                             |
| HATS-64b                | 0.960±0.200              | 1.679±0.081           | 4.908897±0.000013             | 0.06562±0.00039             | 1793±27           | Trânsito             | 3640±140           | 1.56±0.03                 | 6554±27                        | [ 18 ]                                                             |
| HATS-65b                | 0.821±0.083              | 1.501±0.050           | 3.1051610±0.0000016           | 0.04497±0.00033             | 1634±18           | Trânsito             | 1631±41            | 1.26±0.03                 | 6277±30                        | [ 18 ]                                                             |
| HATS-66b                | 5.33±0.68                | 1.411±0.084           | 3.1414391±0.0000074           | 0.04714±0.00025             | 1998±21           | Trânsito             | 5040±130           | 1.41±0.02                 | 6625±35                        | [ 18 ]                                                             |
| HATS-67b                | 1.45±0.12                | 1.685±0.047           | 1.6091788±0.0000040           | 0.03032±0.00015             | 2193±22           | Trânsito             | 3219±80            | 1.44±0.02                 | 6594±33                        | [ 18 ]                                                             |
| HATS-68b                | 1.290±0.059              | 1.232+0.039 −0.029    | 3.5862202±0.0000047           | 0.05071±0.00018             | 1741±12           | Trânsito             | 2004±34            | 1.35±0.01                 | 6147±22                        | [ 18 ]                                                             |
| HATS-69b                | 0.577+0 −0.577           | 0.945±0.022           | 2.2252577±0.0000019           | 0.03211+0.00014 −0.00019    | 1295.7±6.9        | Trânsito             | 1368±11.7          | 0.89+0.01 −-0.02          | 5137±16                        | [ 18 ]                                                             |
| HATS-70b                | 12.9+1.8 −1.6            | 1.384+0.079 −0.074    | 1.8882378±0.0000015           | 0.03632+0.00074 −0.00087    | 2730+140 −160     | Trânsito             | 4263+196 −202      | 0.81+0.50 −0.33           | 1.08+0.16 −0.14                | [ 19 ]                                                             |
| id                      | 0.415±0.020              | 1.026+0.025 −0.027    | 11.53533+0.00079 −0.00080     | 0.1097+0.0011 −0.0013       | 1228.3+10.0 −9.9  | Trânsito             | 260.121            | 1.324+0.042 −0.046        | 5521±60                        | [ 20 ] [ 21 ]                                                      |
| id                      | 1.17±0.12                | 1.44±0.05             | 4.12688+0.00005 −0.00004      | 0.0568±0.0006               | 2061±28           | Trânsito             | 645.72+2.77 −2.28  | 1.43+0.05 −0.04           | 6801±76                        | [ 22 ]                                                             |
| HD 4917 b               | 1.615±0.092              | 1.224                 | 400.5±1.7                     | 1.167±0.065                 |                   | Vel. radial          | 670.1±8.1          | 1.32                      | 4802                           | Dois exoplanetas adicionais no sistema são suspeitos               |
| HD 13167 b              | 3.31±0.16                | 1.167                 | 2613±17                       | 4.10±0.34                   |                   | Vel. radial          | 487.8±3.5          | 1.35                      | 5671                           | [ 23 ] [ 24 ]                                                      |
| HD 14787 b              | 1.121±0.069              | 1.250                 | 676.6±8.1                     | 1.70±0.19                   |                   | Vel. radial          | 389.9±2.5          | 1.43                      | 4946                           | [ 23 ]                                                             |
| HD 18015 b              | 3.18±0.23                | 1.170                 | 2278±71                       | 3.87±0.32                   |                   | Vel. radial          | 405.2±2.6          | 1.49                      | 5603                           | [ 23 ]                                                             |
| HD 23472 b              | 0.05638+0.00444 −0.04405 | 0.179±0.009           | 17.667+0.142 −0.095           | 0.121±0.001                 | 543±18            | Trânsito             | 127.48±0.06        | 0.67±0.03                 | 4684±99                        | [ 10 ] [ 25 ]                                                      |
| HD 23472 c              | 0.05405+0.00337 −0.04333 | 0.167±0.010           | 29.625+0.224 −0.171           | 0.170±0.001                 | 467+19 −18        | transit              | 127.48±0.06        | 0.67±0.03                 | 4684±99                        | [ 10 ] [ 25 ]                                                      |
| HD 33142 c              | 5.97+1.04 −0.80          |                       | 834+29 −24                    |                             |                   | Vel. radial          | 37.34±0.18         | 1.78±0.31                 | 5009±15                        | Detecção de margem                                                 |
| HD 55696 b              | 3.87±0.72                |                       | 1827±10                       | 3.18±0.18                   |                   | Vel. radial          | 255±1              | 1.29±0.20                 | 6012                           | [ 26 ]                                                             |
| HD 72490 b              | 1.768±0.080              | 1.218                 | 858±12                        | 1.88±0.21                   |                   | Vel. radial          | 413.5±3.6          | 1.21                      | 4934                           | [ 23 ]                                                             |
| HD 72490 c              | 4.5±1.2                  |                       | 3878±261                      | 5.22±0.58                   |                   | Vel. radial          | 224±20             | 1.26±0.25                 | 4867                           | [ 23 ]                                                             |
| HD 89345 b              | 0.110                    | 0.660                 | 11.81430                      | 0.1066                      | 1089              | Trânsito             | 433.1              | 1.16                      | 5576                           | Estrela-mãe também conhecida como K2-234                           |
| HD 94834 b              | 1.26±0.17                | 1.242                 | 1576±76                       | 2.74±0.18                   |                   | Vel. radial          | 321.0±2.1          | 1.11                      | 4798                           | [ 23 ]                                                             |
| HD 98736 b              | 2.33±0.78                |                       | 968.8±2.2                     | 1.864±0.091                 |                   | Vel. radial          | 106±0.2            | 0.92±0.13                 | 5271                           | [ 26 ]                                                             |
| HD 125390 b             | 22.16                    |                       | 1756.2                        | 3.16                        |                   | Vel. radial          | 503                | 1.36                      | 4850                           | [ 23 ]                                                             |
| HD 148164 b             | 1.23±0.25                |                       | 328.55±0.41                   | 0.9930±0.0660               |                   | Vel. radial          | 252±1.0            | 1.21±0.24                 | 6032                           | [ 26 ]                                                             |
| HD 148164 c             | 5.16±0.82                |                       | 5062±114                      | 6.15±0.50                   |                   | Vel. radial          | 252±1.0            | 1.21±0.24                 | 6032                           | [ 26 ]                                                             |
| HD 148284 b             | 33.7±5.5                 |                       | 339.331±0.018                 | 0.9740±0.0790               |                   | Vel. radial          | 400±2              | 1.07±0.26                 | 5572                           | Anã marrom                                                         |
| HD 158996 b             | 14.0±2.3                 |                       | 820.2±14.0                    | 2.1±0.2                     |                   | Vel. radial          | 933±15             | 1.8±0.3                   | 4069±30                        | [ 29 ]                                                             |
| HD 180053 b             | 2.194±0.064              | 1.203                 | 213.72±0.47                   | 0.843±0.063                 |                   | Vel. radial          | 448.7±2.0          | 1.75                      | 5131                           | [ 23 ]                                                             |
| HD 180617 b             | 0.03839+0.00315 −0.0044  |                       | 105.9+0.09 −0.1               | 0.3357+0.0099 −0.01         |                   | Vel. radial          | 19.28±0.07         | 0.45±0.04                 | 3557±51                        | Planetary orbit partly in habitable zone                           |
| HD 202772 Ab            | 1.017+0.070 −0.068       | 1.545+0.052 −0.060    | 3.308958±0.000083             | 0.05208+0.00064 −0.00068    | 2132+28 −30       | Trânsito             | 480.1+8.2 −7.8     | 1.72+0.06 −0.07           | 6272+77 −71                    | [ 31 ]                                                             |
| HD 203473 b             | 7.8±1.1                  |                       | 1552.9±3.4                    | 2.73±0.17                   |                   | Vel. radial          | 237±1.0            | 1.12±0.21                 | 5780                           | [ 26 ]                                                             |
| HD 211810 b             | 0.670±0.440              |                       | 1558±22                       | 2.656±0.043                 |                   | Vel. radial          | 211±0.4            | 1.03±0.02                 | 5652                           | [ 26 ]                                                             |
| HD 215152 b             | 0.0057+0.0016 −0.0020    |                       | 5.7600+0.0016 −0.0018         | 0.05764+0.00074 −0.00076    |                   | Vel. radial          | 70.48±0.16         | 0.770±0.015               | 4935±76                        | [ 32 ]                                                             |
| HD 215152 e             | 0.0091+0.0033 −0.0047    |                       | 25.197+0.048 −0.051           | 0.1542±0.0020               |                   | Vel. radial          | 70.48±0.16         | 0.770±0.015               | 4935±76                        | [ 32 ]                                                             |
| HD 217850 b             | 21.6±2.6                 |                       | 3501.3±2.1                    | 4.56±0.24                   |                   | Vel. radial          | 215±3              | 1.03±0.16                 | 5544                           | Provavelmente uma anã marrom                                       |
| HD 219666 b             | 0.0552±0.0041            | 0.4202±0.0152         | 6.03607±0.00064               | 0.06356±0.00265             | 1073±20           | Trânsito             | 307.89±0.98        | 0.92±0.03                 | 5527±65                        | Host star also known as TOI-118                                    |
| HD 220197 b             | 0.20                     |                       | 1728                          | 2.729                       |                   | Vel. radial          | 210                | 0.91                      | 5683                           | [ 35 ]                                                             |
| HD 233832 b             | 1.78                     |                       | 2058                          | 2.827                       |                   | Vel. radial          | 192                | 0.71                      | 4981                           | [ 35 ]                                                             |
| HD 238914 b             | 6.0                      |                       | 4100                          | 5.7                         |                   | Vel. radial          | 982                | 1.47                      | 4769                           | [ 36 ]                                                             |
| IC 4651 9122 b          | 6.3±0.5                  |                       | 734.0±8.1                     | 2.038±0.039                 |                   | Vel. radial          | 2870±110           | 2.1                       | 9000                           | Disputed                                                           |
| K2-80d                  |                          | 0.228+0.025 −0.012    | 28.8673+0.0051 −0.0046        | 0.1778+0.0051 −0.0055       |                   | Trânsito             | 658.7±5.7          | 0.90±0.08                 | 5441±249                       | [ 24 ]                                                             |
| K2-138b                 |                          | 0.140                 | 2.35322                       | 0.03380                     |                   | Trânsito             | 597                | 0.93                      | 5378                           | [ 39 ]                                                             |
| K2-138c                 |                          | 0.225                 | 3.55987                       | 0.04454                     |                   | Trânsito             | 597                | 0.93                      | 5378                           | [ 39 ]                                                             |
| K2-138d                 |                          | 0.237                 | 5.40478                       | 0.05883                     |                   | Trânsito             | 597                | 0.93                      | 5378                           | [ 39 ]                                                             |
| K2-138e                 |                          | 0.294                 | 8.26144                       | 0.07807                     |                   | Trânsito             | 597                | 0.93                      | 5378                           | [ 39 ]                                                             |
| K2-138f                 |                          | 0.251                 | 12.75759                      | 0.10430                     |                   | Trânsito             | 597                | 0.93                      | 5378                           | [ 39 ]                                                             |
| K2-141c                 | 0.023+0 −0.023           | 0.624+0.410 −0.250    | 7.74850                       | 0.06739+0.00089 −0.00091    |                   | Trânsito             | 202.16±0.54        | 0.708±0.028               | 4599±79                        | [ 40 ]                                                             |
| K2-155b                 | 0.015+0.002 −0.001       | 0.138+0.018 −0.015    | 6.34365                       | 0.0546+0.0013 −0.0014       | 708+38 −31        | Trânsito             | 237.94±0.93        | 0.65+0.06 −0.03           | 4258±150                       | [ 41 ]                                                             |
| K2-155c                 | 0.020+0.005 −0.002       | 0.174+0.024 −0.020    | 13.85402                      | 0.0946+0.0031 −0.0030       | 583+52 −35        | Trânsito             | 237.94±0.93        | 0.65+0.06 −0.03           | 4258±150                       | [ 41 ]                                                             |
| K2-155d                 | 0.015+0.005 −0.002       | 0.146+0.016 −0.015    | 40.6835±0.0031                | 0.1937+0.0064 −0.0059       | 381+47 −25        | Trânsito             | 237.94±0.93        | 0.65+0.06 −0.03           | 4258±150                       | [ 41 ]                                                             |
| K2-156b                 |                          | 0.103+0.009 −0.006    | 0.813149                      | 0.0149±0.0001               | 1347+18 −19       | Trânsito             | 492.0±3.5          | 0.66+0.02 −0.01           | 4597±50                        | [ 42 ] [ 43 ]                                                      |
| K2-157b                 |                          | 0.094                 | 0.365257                      |                             |                   | Trânsito             |                    | 0.94                      | 5456                           | [ 42 ] [ 43 ]                                                      |
| K2-158b                 |                          | 0.236+0.014 −0.009    | 10.0605+0.0013 −0.0015        | 0.0887±0.0008               | 794±11            | Trânsito             | 647.1±6.7          | 0.92+0.03 −0.02           | 5503+51 −48                    | [ 42 ]                                                             |
| K2-158c                 |                          | 0.114+0.012 −0.009    | 5.9028+0.0019 −0.0023         | 0.0622±0.0006               | 948±13            | Trânsito             | 647.1±6.7          | 0.92+0.03 −0.02           | 5503+51 −48                    | [ 44 ]                                                             |
| K2-159b                 |                          | 0.202+0.015 −0.010    | 12.4221±0.0018                | 0.1013+0.0008 −0.0009       | 684±8             | Trânsito             | 560.4±4.6          | 0.90+0.02 −0.03           | 5425±44                        | [ 42 ]                                                             |
| K2-160b                 |                          | 0.284+0.019 −0.013    | 3.705871                      | 0.04660+0.00037 −0.00041    |                   | Trânsito             | 1038±15            | 0.983+0.023 −0.025        | 5649±50                        | [ 42 ]                                                             |
| K2-161b                 |                          | 0.546+0.146 −0.070    | 9.283188                      | 0.0861+0.0018 −0.0023       |                   | Trânsito             | 3070±160           | 0.987+0.082 −0.060        | 4972±50                        | [ 42 ]                                                             |
| K2-162b                 |                          | 0.128+0.010 −0.006    | 9.4589+0.0010 −0.0011         | 0.0795±0.0006               | 631±8             | Trânsito             | 407.3±2.0          | 0.75±0.02                 | 4842+49 −45                    | [ 42 ]                                                             |
| K2-163b                 |                          | 0.220+0.023 −0.011    | 6.673117                      | 0.06509+0.00050 −0.00060    |                   | Trânsito             | 684±14             | 0.826+0.019 −0.023        | 4937±50                        | [ 42 ]                                                             |
| K2-164b                 |                          | 0.290+0.046 −0.037    | 17.3551+0.0041 −0.0038        | 0.1387+0.0036 −0.0025       |                   | Trânsito             | 1238±25            | 1.181+0.093 −0.061        | 5791±50                        | [ 42 ]                                                             |
| K2-165b                 |                          | 0.1137+0.0129 −0.0087 | 2.35499                       | 0.03262±0.00040             |                   | Trânsito             | 440.6±3.9          | 0.835+0.031 −0.030        | 5185±50                        | [ 42 ]                                                             |
| K2-165c                 |                          | 0.1386+0.0187 −0.0098 | 4.38275                       | 0.04935±0.00061             |                   | Trânsito             | 440.6±3.9          | 0.835+0.031 −0.030        | 5185±50                        | [ 42 ]                                                             |
| K2-165d                 |                          | 0.236+0.023 −0.013    | 14.1014±0.0011                | 0.1076±0.0013               |                   | Trânsito             | 440.6±3.9          | 0.835+0.031 −0.030        | 5185±50                        | [ 42 ]                                                             |
| K2-166b                 |                          | 0.195+0.018 −0.017    | 8.5272±0.0020                 | 0.08583+0.00123 −0.00076    |                   | Trânsito             | 1577±32            | 1.16+0.05 −0.03           | 5960+52 −53                    | [ 42 ]                                                             |
| K2-167b                 |                          | 0.252+0.046 −0.040    | 9.9775±0.0010                 | 0.0912+0.0036 −0.0029       |                   | Trânsito             | 264.5±1.5          | 1.02+0.12 −0.09           | 5908±50                        | [ 42 ]                                                             |
| K2-168b                 |                          | 0.191+0.018 −0.012    | 15.8540±0.0014                | 0.1195+0.0013 −0.0014       |                   | Trânsito             | 801±14             | 0.907+0.029 −0.032        | 5554±50                        | [ 42 ]                                                             |
| K2-169b                 |                          | 0.1136+0.0096 −0.0069 | 6.38080                       | 0.06764+0.00063 −0.00061    |                   | Trânsito             | 774±15             | 0.986+0.028 −0.026        | 5548±50                        | [ 42 ]                                                             |
| K2-170b                 |                          | 0.127+0.018 −0.012    | 7.5765+0.0018 −0.0017         | 0.07457+0.00083 −0.00086    |                   | Trânsito             | 1296±21            | 0.964±0.032               | 5748±50                        | [ 42 ]                                                             |
| K2-170c                 |                          | 0.161+0.022 −0.014    | 12.4000+0.0017 −0.0019        | 0.1036+0.0011 −0.0012       |                   | Trânsito             | 1296±21            | 0.964±0.032               | 5748±50                        | [ 42 ]                                                             |
| K2-171b                 |                          | 0.240+0.036 −0.030    | 5.6285+0.0017 −0.0015         | 0.05960+0.00132 −0.00062    |                   | Trânsito             | 2010±61            | 0.892+0.060 −0.027        | 5250±50                        | [ 42 ]                                                             |
| K2-172b                 |                          | 0.1486+0.014 −0.0085  | 14.3169±0.0014                | 0.1128+0.0010 −0.0011       |                   | Trânsito             | 820.3±9.6          | 0.934+0.026 −0.027        | 5569±50                        | [ 42 ]                                                             |
| K2-172c                 |                          | 0.286+0.017 −0.012    | 29.6268±0.0016                | 0.1832+0.0017 −0.0018       |                   | Trânsito             | 820.3±9.6          | 0.934+0.026 −0.027        | 5569±50                        | [ 42 ]                                                             |
| K2-173b                 |                          | 0.1435+0.0143 −0.0094 | 5.86870                       | 0.06105+0.00078 −0.00085}   |                   | Trânsito             | 750.6±6.4          | 0.881+0.034 −0.036        | 5580±70                        | [ 42 ]                                                             |
| K2-174b                 |                          | 0.2223+0.0157 −0.0087 | 19.56274                      | 0.1242±0.0013               |                   | Trânsito             | 326.9±1.2          | 0.668+0.022 −0.021        | 4500±50                        | [ 42 ]                                                             |
| K2-175b                 |                          | 0.182+0.032 −0.024    | 9.5260+0.0012 −0.0013         | 0.0906+0.0016 −0.0011       |                   | Trânsito             | 812.2±9.1          | 1.095+0.057 −0.039        | 5909±50                        | [ 42 ]                                                             |
| K2-176b                 |                          | 0.1330+0.0110 −0.0083 | 5.32944                       | 0.05846+0.00042 −0.00052    |                   | Trânsito             | 812±12             | 0.939+0.020 −0.025        | 5428±50                        | [ 42 ]                                                             |
| K2-177b                 |                          | 0.189+0.025 −0.014    | 14.1552+0.0032 −0.0030        | 0.1221+0.0011 −0.0013       |                   | Trânsito             | 1628±42            | 1.211+0.032 −0.038        | 6063±50                        | [ 42 ]                                                             |
| K2-178b                 |                          | 0.317+0.018 −0.012    | 8.74782                       | 0.08171+0.00066 −0.00081    |                   | Trânsito             | 704.7±6.0          | 0.951+0.023 −0.027        | 5525±50                        | [ 42 ]                                                             |
| K2-179b                 |                          | 0.224+0.015 −0.011    | 5.17219                       | 0.05488+0.00048 −0.00060    |                   | Trânsito             | 625.7±6.9          | 0.824+0.022 −0.027        | 5015±50                        | [ 42 ]                                                             |
| K2-180b                 |                          | 0.2150+0.0184 −0.0098 | 8.86593                       | 0.07550+0.00070 −0.00075    |                   | Trânsito             | 668.9±5.7          | 0.730+0.020 −0.022        | 5263±50                        | [ 42 ]                                                             |
| K2-181b                 |                          | 0.241+0.028 −0.016    | 6.89425                       | 0.07191+0.00055 −0.00067    |                   | Trânsito             | 1189±17            | 1.044+0.024 −0.029        | 5609±50                        | [ 42 ]                                                             |
| K2-182b                 | 0.063±0.016              | 0.2469+0.0152 −0.0089 | 4.736884                      | 0.05223+0.00048 −0.00064    |                   | Trânsito             | 507.2±4.1          | 0.847+0.024 −0.031        | 5159±50                        | Confirmado em 2021                                                 |
| K2-183b                 |                          | 0.098±0.090           | 0.469269                      | 0.011586+0.00010 −0.000087  |                   | Trânsito             | 1083±14            | 0.942+0.021 −0.025        | 5482±50                        | [ 42 ] [ 24 ] [ 43 ]                                               |
| K2-183c                 |                          | 0.224+0.024 −0.012    | 10.79347                      | 0.09371+0.00070 −0.00083    |                   | Trânsito             | 1083±14            | 0.942+0.021 −0.025        | 5482±50                        | [ 42 ] [ 24 ] [ 43 ]                                               |
| K2-183d                 |                          | 0.227+0.025 −0.013    | 22.6295+0.0018 −0.0019        | 0.1535+0.0014 −0.0012       |                   | Trânsito             | 1083±14            | 0.942+0.021 −0.025        | 5482±50                        | [ 43 ]                                                             |
| K2-184b                 |                          | 0.1372+0.0134 −0.0080 | 16.99344                      | 0.1210+0.0014 −0.0015       |                   | Trânsito             | 247.1±1.1          | 0.819+0.028 −0.030        | 5252±50                        | [ 42 ] [ 24 ]                                                      |
| K2-185b                 |                          | 0.117+0.020 −0.010    | 10.6166+0.0016 −0.0018        | 0.09378+0.00088 −0.00093    |                   | Trânsito             | 882±11             | 0.976+0.027 −0.028        | 5722±50                        | [ 42 ]                                                             |
| K2-186b                 |                          | 0.283+0.024 −0.015    | 41.4742+0.0033 −0.0043        | 0.2359+0.0018 −0.0021       |                   | Trânsito             | 1089±18            | 1.019+0.023 −0.027        | 5784±50                        | [ 42 ]                                                             |
| K2-187b                 |                          | 0.123                 | 0.773981                      |                             |                   | Trânsito             |                    | 0.97                      | 5477                           | [ 42 ] [ 24 ]                                                      |
| K2-187c                 |                          | 0.152+0.022 −0.010    | 2.87179                       | 0.03910+0.00034 −0.00033    |                   | Trânsito             | 1089±19            | 0.967+0.025 −0.024        | 5477±50                        | [ 42 ] [ 24 ]                                                      |
| K2-187d                 |                          | 0.287+0.045 −0.022    | 7.14908                       | 0.07182+0.00062 −0.00061    |                   | Trânsito             | 1089±19            | 0.967+0.025 −0.024        | 5477±50                        | [ 42 ] [ 24 ]                                                      |
| K2-187e                 |                          | 0.201+0.019 −0.012    | 13.6083+0.0017 −0.0016        | 0.11031+0.00096 −0.00094    |                   | Trânsito             | 1089±19            | 0.967+0.025 −0.024        | 5477±50                        | [ 42 ] [ 24 ]                                                      |
| K2-188b                 |                          | 0.112+0.015 −0.010    | 1.74298                       | 0.02932+0.000276 −0.000225  |                   | Trânsito             | 1476±28            | 1.107+0.031 −0.025        | 5982±50                        | [ 42 ] [ 24 ]                                                      |
| K2-188c                 |                          | 0.234+0.028 −0.016    | 7.80760                       | 0.07967+0.00075 −0.00061    |                   | Trânsito             | 1476±28            | 1.107+0.031 −0.025        | 5982±50                        | [ 42 ] [ 24 ]                                                      |
| K2-189b                 |                          | 0.1349+0.0136 −0.0085 | 5.17630                       | 0.05711+0.00049 −0.00057    |                   | Trânsito             | 795.2±6.3          | 0.928+0.024 −0.027        | 5503±50                        | [ 42 ] [ 24 ]                                                      |
| K2-189c                 |                          | 0.222+0.028 −0.012    | 6.67934                       | 0.06769+0.00058 −0.00068    |                   | Trânsito             | 795.2±6.3          | 0.928+0.024 −0.027        | 5503±50                        | [ 42 ] [ 24 ]                                                      |
| K2-190b                 |                          | 0.1210+0.0157 −0.0091 | 10.09886                      | 0.0884+0.0011 −0.0012       |                   | Trânsito             | 526.5±3.7          | 0.905+0.033 −0.036        | 5631±50                        | [ 42 ]                                                             |
| K2-190c                 |                          | 0.0975+0.0135 −0.0082 | 21.5740+0.0057 −0.0043        | 0.1467+0.0018 −0.0020       |                   | Trânsito             | 526.5±3.7          | 0.905+0.033 −0.036        | 5631±50                        | [ 42 ]                                                             |
| K2-191b                 |                          | {{0.141+0.024 −0.012  | 2.85865                       | 0.03807+0.00036 −0.00040    |                   | Trânsito             | 944.5±7.8          | 0.901+0.026 −0.028        | 5176±50                        | [ 42 ]                                                             |
| K2-192b                 |                          | 0.1405+0.0135 −0.0099 | 4.16322                       | 0.04840+0.00045 −0.00058    |                   | Trânsito             | 727.9±5.9          | 0.873+0.024 −0.031        | 5252±50                        | [ 42 ] [ 24 ]                                                      |
| K2-193b                 |                          | 0.358+0.031 −0.018    | 14.78721                      | 0.1177±0.0011               |                   | Trânsito             | 1360±12            | 0.994+0.029 −0.027        | 5623±50                        | Baixa fidelidade                                                   |
| K2-194b                 |                          | 0.325+0.055 −0.045    | 39.7214+0.0057 −0.0056        | 0.2359+0.0032 −0.0025       |                   | Trânsito             | 2090±61            | 1.110+0.046 −0.035        | 5979±52                        | [ 42 ]                                                             |
| K2-195b                 |                          | 0.262+0.018 −0.012    | 15.85354                      | 0.1220+0.0012 −0.0014       |                   | Trânsito             | 1037±14            | 0.963+0.028 −0.031        | 5712±50                        | [ 42 ] [ 24 ]                                                      |
| K2-195c                 |                          | 0.230+0.024 −0.013    | 28.4828+0.0064 −0.0073        | 0.1803+0.0018 −0.0020       |                   | Trânsito             | 1037±14            | 0.963+0.028 −0.031        | 5712±50                        | [ 42 ]                                                             |
| K2-196b                 |                          | 0.321+0.054 −0.045    | 48.3242+0.0085 −0.0087        | 0.2730+0.0058 −0.0036       |                   | Trânsito             | 1938±73            | 1.162+0.075 −0.045        | 6045±50                        | [ 42 ]                                                             |
| K2-197b                 |                          | 0.223+0.017 −0.010    | 8.35795                       | 0.07992+0.00068 −0.00080    |                   | Trânsito             | 813.4±7.8          | 0.975+0.025 −0.029        | 5675±50                        | Baixa fidelidade                                                   |
| K2-198b                 |                          | 0.367+0.023 −0.015    | 17.04318                      | 0.1221±0.0014               |                   | Trânsito             | 361.7±2.8          | 0.836±0.029               | 5262±50                        | [ 42 ]                                                             |
| K2-199b                 | 0.022±0.006              | 0.1679+0.0167 −0.0079 | 3.225423                      | 0.03804+0.00043 −0.00042    |                   | Trânsito             | 351.8±2.0          | 0.706+0.024 −0.023        | 4681±50                        | [ 42 ] [ 24 ] [ 45 ]                                               |
| K2-199c                 | 0.039±0.007              | 0.253+0.015 −0.010    | 7.37450                       | 0.06601+0.00075 −0.00074    |                   | Trânsito             | 351.8±2.0          | 0.706+0.024 −0.023        | 4681±50                        | [ 42 ] [ 24 ] [ 45 ]                                               |
| K2-200b                 |                          | 0.1217+0.0128 −0.0094 | 2.84988                       | 0.03741+0.00033 −0.00040    |                   | Trânsito             | 603.7±6.1          | 0.860+0.023 −0.027        | 5233±50                        | [ 42 ]                                                             |
| K2-201b                 |                          | 0.1249+0.0120 −0.0069 | 1.059790                      | 0.02004+0.00014 −0.00015    |                   | Trânsito             | 649.2±5.4          | 0.956+0.020 −0.021        | 5507±50                        | [ 42 ]                                                             |
| K2-201c                 |                          | 0.293+0.036 −0.016    | 22.7799+0.0020 −0.0019        | 0.1549+0.0011 −0.0012       |                   | Trânsito             | 649.2±5.4          | 0.956+0.020 −0.021        | 5507±50                        | [ 42 ]                                                             |
| K2-202b                 |                          | 0.205+0.016 −0.011    | 3.40516                       | 0.04387+0.00044 −0.00042    |                   | Trânsito             | 988.2±8.7          | 0.971+0.030 −0.028        | 5491±58                        | [ 42 ]                                                             |
| K2-203b                 |                          | 0.122+0.025 −0.011    | 9.6951±0.0013                 | 0.08238+0.00112 −0.00098    |                   | Trânsito             | 544.5±5.1          | 0.794+0.033 −0.028        | 5000±50                        | [ 42 ]                                                             |
| K2-204b                 |                          | 0.272+0.039 −0.033    | 7.05578                       | 0.07222+0.00074 −0.00066    |                   | Trânsito             | 1914±58            | 1.009+0.031 −0.027        | 5755±50                        | [ 42 ]                                                             |
| K2-205b                 |                          | 0.178+0.024 −0.021    | 26.6723+0.0042 −0.0037        | 0.1718+0.0023 −0.0022       |                   | Trânsito             | 1337±30            | 0.951+0.038 −0.036        | 5890±50                        | [ 42 ]                                                             |
| K2-206b                 |                          | 0.249+0.020 −0.014    | 18.2945+0.0017 −0.0016        | 0.1256+0.0016 −0.0015       |                   | Trânsito             | 803±10             | 0.789+0.030 −0.028        | 5043±50                        | [ 42 ]                                                             |
| K2-207b                 |                          | 0.232+0.033 −0.019    | 12.4875±0.0012                | 0.1033±0.0010               |                   | Trânsito             | 1196±18            | 0.942±0.028               | 5522±50                        | [ 42 ]                                                             |
| K2-208b                 |                          | 0.150+0.015 −0.011    | 4.19095                       | 0.04957+0.00053 −0.00054    |                   | Trânsito             | 844±10             | 0.925±0.030               | 5582±50                        | [ 42 ]                                                             |
| K2-209b                 |                          | 0.0775+0.0094 −0.0056 | 2.08062                       | 0.02891+0.00033 −0.00032    |                   | Trânsito             | 250.05±0.99        | 0.745+0.026 −0.024        | 4720±50                        | [ 42 ]                                                             |
| K2-210b                 |                          | 0.0730+0.0090 −0.0062 | 0.570233                      | 0.01305+0.00011 −0.00014    |                   | Trânsito             | 578.6±6.0          | 0.912+0.023 −0.029        | 5396±50                        | [ 42 ]                                                             |
| K2-211b                 |                          | 0.1226+0.0154 −0.0091 | 0.669558                      | 0.01436+0.00011 −0.00015    |                   | Trânsito             | 895±14             | 0.882+0.019 −0.027        | 5221±50                        | Outro planeta descoberto em 2020                                   |
| K2-212b                 |                          | 0.2135+0.0127 −0.0082 | 9.79540                       | 0.07648+0.00082 −0.00075    |                   | Trânsito             | 357.3±3.0          | 0.622+0.020 −0.018        | 4349±50                        | [ 42 ] [ 24 ]                                                      |
| K2-213b                 |                          | 0.135+0.027 −0.019    | 8.1309±0.0018                 | 0.08093+0.00138 −0.00099    |                   | Trânsito             | 1285±23            | 1.070+0.055 −0.038        | 5794±50                        | [ 42 ]                                                             |
| K2-214b                 |                          | 0.198+0.034 −0.023    | 8.59653                       | 0.08273+0.00083 −0.00076    |                   | Trânsito             | 989±14             | 1.022+0.031 −0.028        | 5768±50                        | [ 42 ] [ 24 ]                                                      |
| K2-215b                 |                          | 0.189+0.023 −0.014    | 8.26965                       | 0.08003+0.00070 −0.00073    |                   | Trânsito             | 1333±21            | 1.000+0.026 −0.027        | 5704±50                        | [ 42 ]                                                             |
| K2-216b                 |                          | 0.1497+0.0090 −0.0068 | 2.174789                      | 0.02916+0.00031 −0.00032    |                   | Trânsito             | 377.8±2.3          | 0.699±0.023               | 4591±50                        | [ 42 ] [ 24 ]                                                      |
| K2-217b                 |                          | 0.319+0.062 −0.043    | 14.07452                      | 0.1179+0.0016 −0.0013       |                   | Trânsito             | 1259±25            | 1.103+0.046 −0.037        | 5967±50                        | [ 42 ]                                                             |
| K2-218b                 |                          | 0.229+0.025 −0.014    | 8.67989                       | 0.08395+0.00082 −0.00075    |                   | Trânsito             | 1299±32            | 1.048+0.031 −0.028        | 5757±50                        | [ 42 ]                                                             |
| K2-219b                 |                          | 0.120+0.018 −0.016    | 3.90129}}                     | 0.04885+0.00054 −0.00048    |                   | Trânsito             | 1071±16            | 1.022+0.034 −0.030        | 5753±50                        | [ 42 ]                                                             |
| K2-219c                 |                          | 0.128+0.019 −0.017    | 6.6677+0.0013 −0.0016         | 0.06982+0.00077 −0.00070    |                   | Trânsito             | 1071±16            | 1.022+0.034 −0.030        | 5753±50                        | [ 42 ]                                                             |
| K2-219d                 |                          | 0.230+0.032 −0.029    | 11.13728                      | 0.09830+0.00108 −0.00097    |                   | Trânsito             | 1071±16            | 1.022+0.034 −0.030        | 5753±50                        | [ 42 ]                                                             |
| K2-220b                 |                          | 0.198+0.023 −0.013    | 13.68251                      | 0.11043+0.00099 −0.00112    |                   | Trânsito             | 766.7±8.9          | 0.960+0.026 −0.029        | 5599±50                        | [ 42 ]                                                             |
| K2-221b                 |                          | 0.1498+0.0149 −0.0085 | 2.39909                       | 0.03520+0.00028 −0.00029    |                   | Trânsito             | 1049±22            | 1.011+0.024 −0.025        | 5716±50                        | [ 42 ]                                                             |
| K2-222b                 | 0.0252±0.0057            | 0.210±0.007           | 15.38883                      | 0.1190+0.0016 −0.0015       |                   | Trânsito             | 331.4±2.0          | 0.950+0.040 −0.036        | 5934±50                        | [ 42 ] [ 24 ] [ 46 ]                                               |
| K2-223b                 |                          | 0.0812+0.0088 −0.0066 | 0.505570                      | 0.012664+0.000080 −0.000081 |                   | Trânsito             | 651.3±8.3          | 1.06±0.02                 | 5835+38 −40                    | [ 42 ]                                                             |
| K2-223c                 |                          | 0.144+0.010 −0.006    | 4.56417                       | 0.05491±0.00035             |                   | Trânsito             | 651.3±8.3          | 1.06±0.02                 | 5835+38 −40                    | [ 42 ]                                                             |
| K2-224b                 |                          | 0.139+0.014 −0.012    | 4.47859                       | 0.05422+0.00034 −0.00035    | 1002±11           | Trânsito             | 904.8±9.6          | 0.91±0.02                 | 5620+42 −45                    | [ 42 ]                                                             |
| K2-224c                 |                          | 0.215+0.014 −0.011    | 10.0949+0.0012 −0.0011        | 0.08858+0.00065 −0.00066    | 764±9             | Trânsito             | 904.8±9.6          | 0.91±0.02                 | 5620+42 −45                    | [ 42 ]                                                             |
| K2-225b                 |                          | 0.311+0.023 −0.018    | 15.8715+0.0017 −0.0021        | 0.13385+0.00140 −0.00072    | 902±13            | Trânsito             | 1179±19            | 1.27+0.02 −0.04           | 5742+49 −47                    | [ 42 ]                                                             |
| K2-226b                 |                          | 0.137+0.012 −0.008    | 3.27111                       | 0.04133+0.00047 −0.00048    | 1120±16           | Trânsito             | 693±11             | 0.88±0.03                 | 5424+48 −46                    | [ 42 ]                                                             |
| K2-227b                 |                          | 0.149+0.109 −0.016    | 13.6218+0.0032 −0.0033        | 0.1098+0.0011 −0.0012       |                   | Trânsito             | 613.9±6.7          | 0.951+0.028 −0.030        | 5673±50                        | [ 42 ]                                                             |
| K2-228b                 |                          | 0.108+0.009 −0.005    | 2.69837                       | 0.0338±0.0003               | 914+14 −13        | Trânsito             | 423±13             | 0.71±0.02                 | 4715+48 −46                    | [ 42 ]                                                             |
| K2-229b                 | 0.0082±0.0014            | 0.102+0.005 −0.003    | 0.584249                      | 0.012888±0.00013            | 1818+14 −15       | Trânsito             | 335.5±3.5          | 0.87±0.01                 | 5315+25 −31                    | [ 42 ]                                                             |
| K2-229c                 | 0.067+0 −0.067           | 0.181+0.011 −0.005    | 8.32801                       | 0.0769±0.0003               | 750±6             | Trânsito             | 335.5±3.5          | 0.87±0.01                 | 5315+25 −31                    | [ 42 ] [ 44 ]                                                      |
| K2-230b                 |                          | 0.175+0.016 −0.014    | 2.86064                       | 0.0409+0.0003 −0.0002       | 1529±22           | Trânsito             | 1791±47            | 1.11±0.02                 | 5945+23 −25                    | [ 42 ]                                                             |
| K2-231b                 |                          | 0.22±0.02             | 13.8419±0.0014                | 0.1132±0.0011               |                   | Trânsito             | 1057±14            | 1.01±0.03                 | 5695±50                        | [ 47 ]                                                             |
| K2-232b                 | 0.398±0.037              | 1.000+0.022 −0.020    | 11.168459                     | 0.10356+0.00081 −0.00077    | 1001±14           | Trânsito             | 427.9±2.5          | 1.188+0.028 −0.026        | 6154±60                        | [ 48 ] [ 49 ]                                                      |
| K2-233b                 |                          | 0.1247+.0055 −0.0054  | 2.46746                       | 0.03317+0.00044 −0.00045    | 1040+28 −26       | Trânsito             | 220.60±0.91        | 0.800±0.032               | 4950±100                       | [ 50 ]                                                             |
| K2-233c                 |                          | 0.1191+0.0074 −0.0069 | 7.06142                       | 0.06687                     | 728+20 −19        | Trânsito             | 220.60±0.91        | 0.800±0.032               | 4950±100                       | [ 50 ]                                                             |
| K2-233d                 |                          | 0.236±0.010           | 24.3662±0.0021                | 0.1527+0.0020 −0.0021       | 482+14 −13        | Trânsito             | 220.60±0.91        | 0.800±0.032               | 4950±100                       | [ 50 ]                                                             |
| K2-236b                 | 0.085+0.044 −0.040       | 0.546±0.009           | 19.49213                      | 0.148±0.004                 | 886±17            | Trânsito             | 595.7±4.2          | 1.18+0.03 −0.04           | 6025±100                       | Primeiro exoplaneta descoberto por cientistas baseados na Índia.   |
| K2-237b                 | 1.60±0.11                | 1.65+0.07 −0.08       | 2.18056                       | 0.037±0.002                 | 1884+37 −36       | Trânsito             | 1036±23            | 1.28+0.03 −0.04           | 6257±100                       | Também conhecido como EPIC 229426032 b                             |
| K2-238b                 | 0.86+0.13 −0.12          | 1.30+0.15 −0.14       | 3.20466                       | 0.046±                      | 1587+75 −76       | Trânsito             | 22000+13000 −50000 | 1.19±0.08                 | 5630±78                        | Também conhecido como EPIC 246067459 b                             |
| K2-239b                 | 0.0044±0.0013            | 0.098±0.009           | 5.240±0.001                   | 0.0441±0.0008               | 502+22 −18        | Trânsito             | 101.48±0.27        | 0.40±0.01                 | 3420±18                        | [ 54 ]                                                             |
| K2-239c                 | 0.0028±0.0009            | 0.089±0.009           | 7.775±0.001                   | 0.0576±0.0009               | 427+24 −19        | Trânsito             | 101.48±0.27        | 0.40±0.01                 | 3420±18                        | [ 54 ]                                                             |
| K2-239d                 | 0.0041±0.0013            | 0.098±0.009           | 10.115±0.001                  | 0.0685±0.0012               | 399+18 −15        | Trânsito             | 101.48±0.27        | 0.40±0.01                 | 3420±18                        | [ 54 ]                                                             |
| K2-240b                 | 0.016+0.002 −0.001       | 0.18+0.02 −0.01       | 6.034±0.001                   | 0.0513±0.0009               | 586+24 −18        | Trânsito             | 238.3±1.7          | 0.58±0.01                 | 3810±17                        | [ 54 ]                                                             |
| K2-240c                 | 0.014+0.002 −0.001       | 0.16+0.03 −0.01       | 20.523±0.001                  | 0.1159±0.0020               | 389+19 −17        | Trânsito             | 238.3±1.7          | 0.58±0.01                 | 3810±17                        | [ 54 ]                                                             |
| K2-241b                 |                          | 0.227+0.016 −0.009    | 26.8199±0.0025                | 0.1567+0.0007 −0.0008       | 507±5             | Trânsito             | 489.6±3.5          | 0.71±0.01                 | 5262+43 −39                    | [ 44 ]                                                             |
| K2-242b                 |                          | 0.227+0.019 −0.017    | 6.51389                       | 0.0494±0.0004               | 416±8             | Trânsito             | 357.4±2.0          | 0.38±0.01                 | 3459+65 −38                    | [ 44 ]                                                             |
| K2-243b                 |                          | 0.194+0.012 −0.011    | 11.5418+0.0027 −0.0022        | 0.1087±0.0014               | 1035+36 −35       | Trânsito             | 877±11             | 1.29+0.04 −0.06           | 6570+269 −171                  | [ 44 ]                                                             |
| K2-243c                 |                          | 0.179+0.013 −0.012    | 24.9460+0.0049 −0.0056        | 0.1817+0.0022 −0.0024       | 801+27 −28        | Trânsito             | 877±11             | 1.29+0.04 −0.06           | 6570+269 −171                  | [ 44 ]                                                             |
| K2-244b                 |                          | 0.156+0.012 −0.009    | 21.0688+0.0032 −0.0033        | 0.1418+0.0010 −0.0011       | 638±7             | Trânsito             | 698.6±7.8          | 0.86±0.02                 | 5677+38 −39                    | [ 44 ]                                                             |
| K2-245b                 |                          | 0.387+0.017 −0.012    | 11.89307                      | 0.0959±0.0006               | 923±14            | Trânsito             | 1507±28            | 0.83+0.02 −0.01           | 5793+66 −52                    | [ 44 ]                                                             |
| K2-246b                 |                          | 0.311+0.022 −0.019    | 5.76918                       | 0.0602±0.0004               | 977+19 −18        | Trânsito             | 2341±89            | 0.87±0.02                 | 5610+32 −29                    | [ 44 ]                                                             |
| K2-247b                 |                          | 0.189+0.017 −0.014    | 2.25021                       | 0.0304±0.0004               | 979+52 −51        | Trânsito             | 848.1±6.7          | 0.74±0.03                 | 4667+305 −183                  | [ 44 ]                                                             |
| K2-247c                 |                          | 0.195+0.022 −0.021    | 6.4942+0.0026 −0.0025         | 0.0615±0.0008               | 688+36 −35        | Trânsito             | 848.1±6.7          | 0.74±0.03                 | 4667+305 −183                  | [ 44 ]                                                             |
| K2-248b                 |                          | 0.229+0.018 −0.012    | 7.1726+0.0015 −0.0014         | 0.0699±0.0010               | 886+19 −18        | Trânsito             | 1341±16            | 0.88+0.04 −0.03           | 5528+97 −86                    | [ 44 ]                                                             |
| K2-249b                 |                          | 0.249+0.024 −0.020    | 12.4090+0.0034 −0.0028        | 0.1151+0.0030 −0.0031       | 1061±66           | Trânsito             | 1726±55            | 1.32+0.09 −0.12           | 6504+329 −419                  | [ 44 ]                                                             |
| K2-250b                 |                          | 0.218+0.017 −0.013    | 4.01457                       | 0.0459±0.0005               | 958+14 −13        | Trânsito             | 1369±21            | 0.80+0.03 −0.02           | 5172+46 −44                    | [ 44 ]                                                             |
| K2-251b                 |                          | 0.210+0.023 −0.019    | 9.3008+0.0033 −0.0032         | 0.0694±0.0005               | 437±9             | Trânsito             | 481.6±3.4          | 0.52±0.01                 | 3717+85 −50                    | [ 44 ]                                                             |
| K2-252b                 |                          | 0.155+0.015 −0.011    | 13.8151+0.0046 −0.0045        | 0.1041+0.0008 −0.0007       | 639±7             | Trânsito             | 751.3±6.8          | 0.79+0.02 −0.01           | 5152+41 −39                    | [ 44 ]                                                             |
| K2-253b                 |                          | 1.130+0.062 −0.054    | 4.00167                       | 0.0506+0.0010 −0.0011       | 1238+57 −53       | Trânsito             | 2933±95            | 1.08+0.05 −0.08           | 6027+221 −240                  | [ 44 ]                                                             |
| K2-254b                 |                          | 0.145+0.025 −0.021    | 4.09639                       | 0.0448±0.0005               | 791±26            | Trânsito             | 747.8±4.2          | 0.71+0.02 −0.03           | 4629+168 −123                  | [ 44 ]                                                             |
| K2-254c                 |                          | 0.195+0.021 −0.016    | 12.1184+0.0030 −0.0032        | 0.0923±0.0010               | 551±18            | Trânsito             | 747.8±4.2          | 0.71+0.02 −0.03           | 4629+168 −123                  | [ 44 ]                                                             |
| K2-255b                 |                          | 0.259+0.025 −0.010    | 1.96417                       | 0.0274±0.0003               | 1034±17           | Trânsito             | 628.4±5.0          | 0.71±0.03                 | 4676+63 −61                    | [ 44 ]                                                             |
| K2-256b                 |                          | 0.235+0.022 −0.019    | 5.5201+0.0024 −0.0028         | 0.0578±0.0008               | 845±28            | Trânsito             | 1871±49            | 0.84+0.03 −0.04           | 5219+179 −136                  | [ 44 ]                                                             |
| K2-257b                 |                          | 0.074+0.005 −0.004    | 1.60588                       | 0.0216±0.0002               | 789±14            | Trânsito             | 209.14±0.84        | 0.52±0.01                 | 3725+80 −46                    | [ 44 ]                                                             |
| K2-258b                 |                          | 0.268+0.019 −0.018    | 19.0921+0.0058 −0.0063        | 0.1490+0.0025 −0.0026       | {831±30           | Trânsito             | 2201±37            | 1.21+0.05 −0.08           | 6351+198 −228                  | [ 44 ]                                                             |
| K2-259b                 |                          | 0.207+0.018 −0.015    | 15.4804+0.0033 −0.0039        | 0.1271+0.0010 −0.0011       | 795±13            | Trânsito             | 1374±27            | 1.14±0.03                 | 6059+62 −76                    | [ 44 ]                                                             |
| K2-260b                 | 1.42+0.31 −0.32          | 1.552+0.048 −0.057    | 2.6266657                     | 0.0404+0.0013 −0.0016       | 1957+78 −77       | Trânsito             | 2206±63            | 1.39+0.05 −0.06           | 6367±250                       | [ 55 ]                                                             |
| K2-261b                 | 0.223±0.031              | 0.850+0.026 −0.022    | 11.63344                      | 0.102+0.019 −0.020          | 1080+110 −100     | Trânsito             | 699.9±6.4          | 1.10+0.01 −0.02           | 5537±71                        | [ 55 ]                                                             |
| K2-263b                 | 0.0466±0.0098            | 0.215±0.011           | 50.818947±0.000094            | 0.2573±0.0029               | 470±10            | Trânsito             | 532±4              | 0.88±0.03                 | 5368±44                        | [ 56 ]                                                             |
| K2-264b                 |                          | 0.203+0.018 −0.014    | 5.839770+0.000061 −0.000063   |                             | 489+12 −13        | Trânsito             | 609±7              | 0.47±0.01                 | 3580±70                        | [ 57 ] [ 58 ]                                                      |
| K2-264c                 |                          | 0.247+0.018 −0.016    | 19.663650+0.000303 −0.000306  |                             | 326+8 −9          | Trânsito             | 609±7              | 0.47±0.01                 | 3580±70                        | [ 57 ] [ 58 ]                                                      |
| K2-265b                 | 0.0206±0.0026            | 0.153±0.010           | 2.369172±0.000089             | 0.03376±0.00021             |                   | Trânsito             | 454±3              | 0.912±0.02                | 5477±27                        | [ 59 ] [ 60 ]                                                      |
| K2-266b                 | 0.0356+0.0346 −0.0205    | 0.29+0.16 −0.12       | 0.658524±0.000017             | 0.01306+0.00020 −0.00021    | 1515±18           | Trânsito             | 251.7+1.95 −1.92   | 0.686±0.033               | 4285+49 −57                    | [ 61 ]                                                             |
| K2-266c                 | 0.00091+0.00053 −0.00035 | 0.0629+0.0086 −0.0076 | 7.8140+0.0019 −0.0016         | 0.0679±0.0011               | 664.5+8.0 −7.7    | Trânsito             | 251.7+1.95 −1.92   | 0.686±0.033               | 4285+49 −57                    | [ 61 ]                                                             |
| K2-266d                 | 0.0296+0.0091 −0.0063    | 0.261+0.012 −0.011    | 14.69700+0.00034 −0.00035     | 0.1035+0.0016 −0.0017       | 538.3+6.5 −6.3    | Trânsito             | 251.7+1.95 −1.92   | 0.686±0.033               | 4285+49 −57                    | [ 61 ]                                                             |
| K2-266e                 | 0.0261+0.0085 −0.0057    | 0.244+0.012 −0.010    | 19.4820±0.0012                | 0.1249+0.0019 −0.0020       | 490.1+5.9 −5.7    | Trânsito             | 251.7+1.95 −1.92   | 0.686±0.033               | 4285+49 −57                    | Mais dois exoplanetas são suspeitos                                |
| K2-267b                 | 3.0+1.1 −1.2             | 1.051±0.044           | 6.180235±0.000014             | 0.07229+0.00074 −0.00075    | 1401±16           | Trânsito             | 1098+27 −26        | 1.317+0.041 −0.040        | 6202+52 −50                    | Estrela-mãe não confirmada, também conhecida como EPIC 246851721   |
| K2-268b                 |                          | 0.126±0.012           | 2.151894+0.000393 −0.000363   | 0.0308±0.0002               | 1121±14           | Trânsito             | 1081.1±10.27       | 0.84±0.02                 | 5068±51                        | [ 24 ]                                                             |
| K2-268c                 |                          | 0.240±0.021           | 9.326841+0.001532 −0.001617   | 0.0819±0.0006               | 688±8             | Trânsito             | 1081.1±10.27       | 0.84±0.02                 | 5068±51                        | [ 24 ]                                                             |
| K2-269b                 |                          | 0.140±0.011           | 4.144965+0.000817 −0.000619   | 0.0531±0.0006               | 1429±37           | Trânsito             | 1180.1±47.0        | 1.16±0.04                 | 6209±88                        | [ 24 ]                                                             |
| K2-270b                 |                          | 0.123±0.010           | 1.543069+0.000189 −0.000185   | 0.0247±0.0002               | 1203±17           | Trânsito             | 924.75±7.60        | 0.85±0.02                 | 4877±58                        | [ 24 ]                                                             |
| K2-270c                 |                          | 0.263±0.014           | 4.400028+0.000169 −0.000178   | 0.0497±0.0004               | 848±12            | Trânsito             | 924.75±7.60        | 0.85±0.02                 | 4877±58                        | [ 24 ]                                                             |
| K2-271b                 |                          | 0.649±0.021           | 8.562421±0.000127             | 0.0770+0.0008 −0.0009       | 893±17            | Trânsito             | 1863.9±44.32       | 0.83±0.03                 | 5644±71                        | [ 24 ]                                                             |
| K2-272b                 |                          | 0.260±0.013           | 14.453533+0.001328 −0.001360  | 0.1081+0.0016 −0.0017       | 655±12            | Trânsito             | 1391.3±17.3        | 0.81±0.04                 | 5419±79                        | [ 24 ]                                                             |
| K2-273b                 |                          | 0.394±0.114           | 11.716332+0.001172 −0.001198  | 0.0974±0.0011               | 672±11            | Trânsito             | 1013.0±9.39        | 0.90±0.03                 | 5200±67                        | [ 24 ]                                                             |
| K2-274b                 |                          | 0.196±0.011           | 14.129714+0.0021022 −0.001876 | 0.1064+0.0009 −0.0008       | 589±9             | Trânsito             | 1013.0±9.39        | 0.81±0.02                 | 5065±60                        | [ 24 ]                                                             |
| K2-275b                 |                          | 0.200±0.011           | 3.280961+0.000112 −0.000107   | 0.0400±0.0003               | 905±13            | Trânsito             | 404.73±2.28        | 0.79±0.02                 | 4812±59                        | [ 24 ]                                                             |
| K2-275c                 |                          | 0.209±0.009           | 8.438756+0.000269 −0.000271   | 0.0750±0.0005               | 660±9             | Trânsito             | 404.73±2.28        | 0.79±0.02                 | 4812±59                        | [ 24 ]                                                             |
| K2-276b                 |                          | 0.336±0.019           | 18.718269+0.003153 −0.003008  | 0.1291±0.0011               | 583+10 −9         | Trânsito             | 1597.8±23.9        | 0.82±0.02                 | 5139±62                        | [ 24 ]                                                             |
| K2-277b                 |                          | 0.185±0.011           | 6.326763+0.000355 −0.000361   | 0.0675±0.0006               | 958±14            | Trânsito             | 370.29±2.28        | 1.02±0.03                 | 5741±65                        | [ 24 ]                                                             |
| K2-278b                 |                          | 0.266±0.021           | 3.334966+0.000701 −0.000859   | 0.0488±0.0009               | 1711±101          | Trânsito             | 2622.7±53.7        | 1.40±0.08                 | 6747±383                       | [ 24 ]                                                             |
| K2-279b                 |                          | 0.108±0.012           | 7.122605+0.001647 −0.001601   | 0.0670+0.0008 −0.0009       | 879±14            | Trânsito             | 599.48±5.15        | 0.79±0.03                 | 5558±70                        | [ 24 ]                                                             |
| K2-280b                 |                          | 0.684±0.023           | 19.895202+0.000774 −0.000753  | 0.1488+0.0019 −0.0020       | 744±15            | Trânsito             | 1294.5±2.38        | 1.11±0.04                 | 5742±90                        | [ 63 ] [ 24 ] [ 64 ] [ 42 ]                                        |
| K2-281b                 |                          | 0.730±0.019           | 8.687721+0.000151 −0.000150   | 0.0773±0.0008               | 665±12            | Trânsito             | 1520.2±23.6        | 0.82±0.03                 | 4812±72                        | [ 24 ]                                                             |
| K2-282b                 |                          | 0.252±0.012           | 4.169836+0.000279 −0.000300   | 0.0499+0.0006 −0.0007       | 1057±20           | Trânsito             | 1638.2±25.3        | 0.95±0.04                 | 5523±82                        | Mais dois exoplanetas descobertos em 2019 e 2020                   |
| K2-283b                 |                          | 0.314±0.014           | 1.921036+0.000051 −0.000053   | 0.0291±0.0003               | 1186±20           | Trânsito             | 1331.5±15.7        | 0.89±0.03                 | 5060±70                        | [ 24 ]                                                             |
| K2-284b                 |                          | 0.248+0.012 −0.011    | 4.795069±0.000086             | 0.04771±0.00025             | 653+16 −14        | Trânsito             | 351.0±1.6          | 0.63±0.01                 | 4140±50                        | Estrela-mãe muito jovem                                            |
| K2-285b                 | 0.03046+0.00381 −0.00431 | 0.231±0.005           | 3.471745+0.000044 −0.000046   | 0.03817+0.00095 −0.00092    | 1088.9+22.1 −21.9 | Trânsito             | 508±4              | 0.83±0.02                 | 4975±95                        | [ 66 ]                                                             |
| K2-285c                 | 0.04933+0.00717 −0.00670 | 0.315±0.007           | 7.138048+0.000072 −0.000063   | 0.0824±0.0018               | 741.4±14.5        | Trânsito             | 508±4              | 0.83±0.02                 | 4975±95                        | [ 66 ]                                                             |
| K2-285d                 | 0.020±0.020              | 0.221±0.005           | 10.45582+0.00025 −0.00023     | 0.1178±0.0029               | 619.9+12.7 −12.5  | Trânsito             | 508±4              | 0.83±0.02                 | 4975±95                        | [ 66 ]                                                             |
| K2-285e                 | 0.0337+0 −0.0337         | 0.174±0.004           | 14.76289+0.00065 −0.00061     | 0.18041+0.00420 −0.00430    | 500.9+10.1 −9.9   | Trânsito             | 508±4              | 0.83±0.02                 | 4975±95                        | [ 66 ]                                                             |
| K2-287b                 | 0.315±0.027              | 0.847±0.013           | 14.893291±0.000025            | 0.1206±0.0008               | 804+8 −7          | Trânsito             | 518.7±4.2          | 1.06±0.02                 | 5695±58                        | [ 67 ]                                                             |
| K2-292b                 | 0.0771±0.0138            | 0.235+0.010 −0.009    | 16.9841±0.0008                | 0.13±0.01                   | 795+33 −28        | Trânsito             | 372.76+2.67 −2.64  | 1.00±0.03                 | 5725±65                        | Estrela-mãe também conhecida como HD 119130                        |
| K2-295b                 | 0.335±0.062              | {0.897+0.011 −0.005   | 4.024867±0.000015             | 0.0451+0.0006 −0.0014       | 852+14 −6         | Trânsito             | 736.1±7.8          | 0.74±0.04                 | 4444±70                        | [ 53 ]                                                             |
| K2-311b                 | 13                       | 1.11±0.07             | 3650+1280 −1130               | 4.5±1.0                     | 183+25 −18        | Trânsito             | 1826.48            | 0.90±0.09                 | 4898±68                        | [ 69 ]                                                             |
| Kepler-730c             |                          | 0.140±0.012           | 2.851883380                   | 0.03997+0.00089 −0.00069    | 1607+27 −29       | Trânsito             | 6590+254 −267      | 1.05+0.07 −0.05           | 5620+55 −59                    | [ 70 ]                                                             |
| Kepler-1654b            |                          | 0.819+0.019 −0.017    | 1047.8356+0.0018 −0.0019      | 2.026+0.037 −0.035          | 206.0+3.7 −3.5    | Trânsito             | 1884±13            | 1.011+0.056 −0.052        | 5597+95 −93                    | [ 71 ]                                                             |
| Kepler-1655b            | 0.016+0.010 −0.009       | 0.1974±0.0073         | 11.87290396                   | 0.103±0.001                 |                   | Trânsito             | 699.9±3.2          | 1.03±0.04                 | 6148±71                        | Semelhante a um mini-Netuno                                        |
| Kepler-1656b            | 0.153+0.013 −0.012       | 0.448±0.047           | 31.578659                     | 0.197±0.021                 | 651+51 −47        | Trânsito             | 610±3              | 1.03±0.04                 | 5731±60                        | Órbita altamente excêntrica                                        |
| Kepler-1657b            | 1.93+0.19 −0.21          | 0.990+0.060 −0.070    | 141.241671±0.000086           | 0.534+0.012 −0.030          | 347±12            | Trânsito             | 3090±80            | 1.01+0.07 −0.16           | 5830±100                       | Também conhecido como KOI-3680 b em Exoplanet Archive              |
| KMT-2016-BLG-1397Lb     | 7.00+5.20 −4.30          |                       |                               | 5.1+1.5 −1.7                |                   | Microlente           | 22000+3600 −4200   | 0.45+0.33 −0.28           |                                | [ 75 ]                                                             |
| KMT-2016-BLG-1820Lb     | 4.57+5.03 −2.14          |                       |                               | 1.08+0.22 −0.24             |                   | Microlente           | 20420+3720 −4170   | 0.039+0.043 −0.018        |                                | [ 76 ]                                                             |
| KMT-2016-BLG-2142Lb     | 15.49+24.99 −8.58        |                       |                               | 0.830+0.150 −0.200          |                   | Microlente           | 7010+1010 −1160    | 0.0730+0.1170 −0.0400     |                                | [ 76 ]                                                             |
| KPS-1b                  | 1.090+0.086 −0.087       | 1.03+0.13 −0.12       | 1.706291                      | 0.0269±0.0010               | 1459±56           | Trânsito             | 863.3±8.5          | 0.892+0.090 −0.100        | 5165±90                        | Primeiro exoplaneta em trânsito encontrado por um astrônomo amador |
| LHS 1140 c              | 0.00569±0.00123          | 0.1144±0.0021         | 3.777931±0.000003             | 0.02675±0.00070             | 438±9             | Trânsito             | 40.67±1.37         | 0.18±0.01                 | 3216±39                        | [ 78 ]                                                             |
| MOA-2011-BLG-291Lb      | 0.057+0.107 −0.038       |                       |                               | 0.69±0.24                   |                   | Microlente           | 14000±4600         | 0.15+0.27 −0.10           |                                | [ 79 ]                                                             |
| MOA-2015-BLG-337Lb      | 0.1060+0.4059 −0.0730    |                       |                               | 0.24+0.06 −0.09             |                   | Microlente           | 23000+3600 −3300   | 0.00940+0.03590 −0.00650  |                                | [ 80 ]                                                             |
| MOA-2016-BLG-319Lb      | 0.620+1.160 −0.330       |                       |                               | 0.950+0.170 −0.200          |                   | Microlente           | 22000+3900 −4600   | 0.15+0.28 −0.08           |                                | [ 81 ]                                                             |
| NGTS-2b                 | 0.74+0.13 −0.12          | 1.595+0.047 −0.045    | 4.511164±0.000061             | 0.0630+0.0024 −0.0030       | 1468+45 −42       | Trânsito             | 1174+27 −25        | 1.64+0.19 −0.22           | 6478+94 −89                    | Also known as WASP-179b                                            |
| NGTS-3Ab                | 2.38±0.26                | 1.48±0.37             | 1.6753728                     | 0.023+0.007 −0.005          |                   | Trânsito             | 2480±36            | 1.017±0.093               | 5600±150                       | [ 84 ]                                                             |
| NGTS-4b                 | 0.0648±0.0094            | 0.284±0.023           | 1.3373508±0.0000080           | 0.019±0.005                 | 1650±400          | Trânsito             | 921.7±5.9          | 0.75±0.02                 | 5143±100                       | [ 85 ]                                                             |
| OGLE-2011-BLG-0173Lb    | 0.19+0.18 −0.11          |                       |                               | 8                           |                   | Microlente           | 20000+4200 −5500   | 0.41+0.30 −0.21           |                                | Not the planetary candidate OGLE-2017-BLG-0173Lb!                  |
| OGLE-2014-BLG-1722Lb    | 0.17+0.16 −0.10          |                       | 1512+3715 −1029               | 1.9+1.3 −0.8                |                   | Microlente           | 20900+4200 −5900   | 0.40+0.36 −0.24           | 3500+1490 −470                 | [ 87 ]                                                             |
| OGLE-2014-BLG-1722Lc    | 0.26+0.27 −0.16          |                       | 2283+7021 −1589               | 2.5+2.2 −1.1                |                   | Microlente           | 20900+4200 −5900   | 0.40+0.36 −0.24           | 3500+1490 −470                 | [ 87 ]                                                             |
| OGLE-2015-BLG-1670Lb    | 0.0563+0.0302 −0.0277    |                       |                               | 2.62+0.58 −0.60             |                   | Microlente           | 22000+3300 −4200   | 0.55±0.28                 |                                | [ 88 ]                                                             |
| OGLE-2016-BLG-1067Lb    | 0.43                     |                       |                               | 1.7                         |                   | Microlente           | 12165.633          | 0.3                       |                                | [ 89 ]                                                             |
| OGLE-2017-BLG-0373Lb    | 0.40+0.64 −0.26          |                       | 2768+3343 −1704               | 2.42+0.76 −0.78             |                   | Microlente           | 19200+4200 −6400   | 0.25+0.27 −0.13           | 3250+500 −300                  | [ 90 ]                                                             |
| OGLE-2017-BLG-0482Lb    | 0.0283+0.028 −0.014      |                       | 1972+1306 −2322               | 1.8+0.6 −0.7                |                   | Microlente           | 18900+5900 −6800   | 0.20+0.20 −0.10           | 3150+350 −300                  | [ 91 ]                                                             |
| OGLE-2017-BLG-1140Lb    | 1.59+0.35 −0.26          |                       | 819+253 −218                  | 1.02±0.15                   |                   | Microlente           | 11300              | 0.211+0.032 −0.025        | 3170+60 −50                    | [ 92 ]                                                             |
| OGLE-2017-BLG-1522Lb    | 0.75+1.26 −0.40          |                       | 780+728 −431                  | 0.59+0.12 −0.11             |                   | Microlente           | 3200+3000 −1800    | 0.045+0.076 −0.024        | 1500+1000 −500                 | [ 93 ]                                                             |
| OGLE-2017-BLG-1434Lb    | 0.014±0.002              |                       | 968±69                        | 1.18±0.10                   |                   | Microlente           | 2800±290           | 0.234±0.026               | 3220+30 −70                    | Exoplaneta confirmado em 2021                                      |
| PDS 70b                 | 8.0±6.0                  | >1.3                  | 43500                         | 22                          |                   | Imagem direta        | 369.96±1.70        | 0.76±0.02                 | 3972±36                        | [ 96 ]                                                             |
| Pi Mensae c             | 0.0152+0.0026 −0.0027    | 0.1822±0.0045         | 6.26790±0.00046               | 0.06839±0.00050             | 1169.8+2.8 −4.3   | Trânsito             | 59.62±0.073        | 1.094±0.039               | 6037±45                        | [ 97 ]                                                             |
| Qatar-7b                | 1.88±0.25                | 1.70±0.03             | {2.0320460±0.0000097          | 0.0352±0.0002               |                   | Trânsito             | 2364.6337          | 1.409±0.026               | 6387±38                        | [ 98 ]                                                             |
| TCP J05074264+2447555 b | 0.0289±0.0208            |                       |                               | 0.5                         |                   | Microlente           | 1200               | 0.25±0.18                 |                                | Also known as Kojima-1Lb                                           |
| TYC 3318-1333-1 b       | 3.42±0.35                |                       | 562.0+4.1 −4.0                | 1.414±0.063                 |                   | Vel. radial          | 1622±33            | 1.19±0.14                 | 4776±10                        | [ 36 ]                                                             |
| UKIRT-2017-BLG-001Lb    | 1.28+0.37 −0.44          |                       | 3468+2324 −1300               | 4.18+0.96 −0.88             |                   | Microlente           | 20500+5200 −6800   | 0.81+0.21 −0.27           | 5100+700 −1300                 | [ 101 ]                                                            |
| WASP-134b               | 1.40±0.08                |                       | 10.1498                       | 0.0956±0.0025               | 953±22            | Trânsito             | 636±7              | 0.81±0.04                 | 5700±100                       | [ 102 ]                                                            |
| WASP-134c               | 0.70±0.07                |                       | 70.01±0.14                    |                             |                   | Vel. radial          | 636±7              | 0.81±0.04                 | 5700±100                       | [ 102 ]                                                            |
| WASP-137b               | 0.681±0.054              | 1.27±0.11             | 3.9080284±0.0000053           | 0.0519±0.0018               | 1601±65           | Trânsito             | 943±13             | 1.216±0.066               | 6100±140                       | [ 102 ]                                                            |
| WASP-143b               | 0.725±0.084              | 1.234±0.042           | 3.7788730±0.0000032           | 0.0490±0.0014               | 1325±30           | Trânsito             | 1310±20            | 1.087±0.045               | 5900±140                       | [ 102 ]                                                            |
| WASP-144b               | 0.44±0.06                | 0.85±0.05             | 2.2783152±0.0000013           | 0.0316±0.0005               | 1260±40           | Trânsito             | 1170±34            | 0.81±0.04                 | 5200±140                       | [ 103 ]                                                            |
| WASP-145Ab              | 0.89±0.04                | 0.90±0.40             | 1.7690381±0.0000008           | 0.0261±0.0005               | 1200±60           | Trânsito             | 298±0.8            | 0.76±0.04                 | 4900±150                       | [ 103 ]                                                            |
| WASP-146b               | 1.11±0.15                | 1.228±0.076           | 3.3969440±0.0000036           | 0.0451±0.0024               | 1486±43           | Trânsito             | 1610±90            | 1.057±0.085               | 6100±140                       | [ 102 ]                                                            |
| WASP-147b               | 0.275+0.028 −0.027       | 1.115+0.140 −0.093    | 4.602730±0.000027             | 0.0549+0.0012 −0.0013       | 1404+69 −43       | Trânsito             | 1390±46            | 1.044+0.070 −0.073        | 5702±100                       | [ 104 ]                                                            |
| WASP-158b               | 2.79±0.23                | 1.07±0.15             | 3.656333±0.000004             | 0.0517±0.0018               | 1590±80           | Trânsito             | 1740±41            | 1.38±0.14                 | 6350±150                       | [ 103 ]                                                            |
| WASP-159b               | 0.55±0.08                | 1.38±0.09             | 3.840401±0.000007             | 0.0538±0.0015               | 1850±50           | Trânsito             | 2382±36            | 1.41±0.12                 | 6120±140                       | [ 103 ]                                                            |
| WASP-160Bb              | 0.278+0.044 −0.045       | 1.090+0.047 −0.041    | 3.7684952±0.0000035           | 0.0452±0.0012               | 1119+25 −23       | Trânsito             | 926±16             | 9.750±2.280               | 5298±99                        | [ 104 ]                                                            |
| WASP-161b               | 2.49±0.21                | 1.143+0.065 −0.058    | 5.4060425±0.0000048           | 0.0673±0.0023               | 1557+34 −29       | Trânsito             | 1130±14            | 1.39±0.14                 | 6400±100                       | Nome próprio Isli                                                  |
| WASP-162b               | 5.2±0.2                  | 1.00±0.05             | 9.62468±0.00001               | 0.0871±0.0013               | 910±20            | Trânsito             | 1023±13            | 0.95±0.04                 | 5300±100                       | [ 103 ]                                                            |
| WASP-163b               | 1.87±0.21                | 1.202±0.097           | 1.6096884±0.0000015           | 0.0266±0.0014               | 1638±68           | Trânsito             | 858±12             | 0.97±0.15                 | 5500±200                       | [ 105 ]                                                            |
| WASP-164b               | 2.13+0.12 −0.13          | 1.128+0.041 −0.043    | 1.7771255±0.0000028           | 0.02818+0.00065 −0.00072    | 1610+58 −53       | Trânsito             | 1050±23            | 0.9460+0.0670 −0.0710     | 5806+190 −200                  | [ 104 ]                                                            |
| WASP-165b               | 0.658+0.097 −0.092       | 1.26+0.19 −0.17       | 3.465509±0.000023             | 0.04823+0.00091 −0.00092    | 1624+93 −89       | Trânsito             | 1900±110           | 1.248+0.072 −0.070        | 5599±150                       | [ 104 ]                                                            |
| WASP-166 b              | 0.101±0.005              | 0.63±0.03             | 5.443540±0.000004             | 0.0641±0.0011               | 1270±30           | Trânsito             | 368.55             | 1.19±0.06                 | 6050±50                        | [ 106 ] [ 107 ] [ 108 ]                                            |
| WASP-168b               | 0.42±0.04                | 1.5+0.5 −0.3          | 4.153658±0.000003             | 0.0519±0.0008               | 1340±40           | Trânsito             | 1000±6             | 1.08±0.05                 | 6000±100                       | [ 103 ]                                                            |
| WASP-170b               | 1.6±0.2                  | 1.096±0.085           | 2.34478022±0.00000360         | 0.0337±0.0018               | 1422±42           | Trânsito             | 1005±12            | 0.93±0.15                 | 5600±150                       | [ 105 ]                                                            |
| WASP-172b               | 0.47±0.10                | 1.57±0.10             | 5.477433±0.000007             | 0.0694±0.0011               | 1740±60           | Trânsito             | 1780±50            | 1.49±0.07                 | 6900±140                       | [ 103 ]                                                            |
| WASP-173Ab              | 3.69±0.18                | 1.20±0.06             | 1.38665318±0.00000027         | 0.0248±0.0006               | 1880±55           | Trânsito             | 235±5.8            | 1.05±0.08                 | 5800±140                       | Também conhecido como KELT-22Ab                                    |
| WASP-174b               | 1.3+0 −1.3               | 1.3                   | 4.233700                      | 0.0559                      | 1490              | Trânsito             | 1350               | 1.30                      | 6400                           | [ 110 ]                                                            |
| WASP-190b               | 1.0±0.1                  | 1.15±0.09             | 5.367753±0.000004             | 0.0663±0.0008               | 1500±50           | Trânsito             | 1796.323           | 1.35±0.05                 | 6400±100                       | [ 111 ]                                                            |
| Wolf 503b               | 0.020±0.002              | 0.1811+0.0068 −0.0065 | 6.00118+0.00008 −0.00011      | 0.0571±0.0020               | 805±9             | Trânsito             | 145.4±0.3          | 0.688+0.023 −0.016        | 4716±60                        | [ 112 ] [ 113 ]                                                    |

## Listas específicas de exoplanetas
- Listas de exoplanetas
- Lista de exoplanetas descobertos antes de 2000 (32)
- Lista de exoplanetas descobertos entre 2000-2009 (379)
- Lista de exoplanetas descobertos em 2010 (109)
- Lista de exoplanetas descobertos em 2011 (179)
- Lista de exoplanetas descobertos em 2012 (149)
- Lista de exoplanetas descobertos em 2013 (151)
- Lista de exoplanetas descobertos em 2014 (878)
- Lista de exoplanetas descobertos em 2015 (151)
- Lista de exoplanetas descobertos em 2016 (1.513)
- Lista de exoplanetas descobertos em 2017 (158)
- Lista de exoplanetas descobertos em 2018 (306)
- Lista de exoplanetas descobertos em 2019 (172)
- Lista de exoplanetas descobertos em 2020 (264)
- Lista de exoplanetas descobertos em 2021 (242)
- Lista de exoplanetas descobertos em 2022 (314)
- Lista de exoplanetas descobertos em 2023 (75)
- Lista de exoplanetas potencialmente habitáveis
- Lista de nomes próprios de exoplanetas
- Lista de sistemas multiplanetários
- Lista dos primeiros exoplanetas
- Lista de exoplanetas extremos
- Lista de exoplanetas descobertos usando a sonda Kepler
- Lista de exoplanetas observados durante a missão K2 do Kepler
- Lista de candidatos de exoplanetas para água líquida
- Lista dos exoplanetas mais próximos
- Lista de candidatos a exoplaneta terrestres mais próximos
- Lista de exoplanetas em trânsito